# Estupro genocida

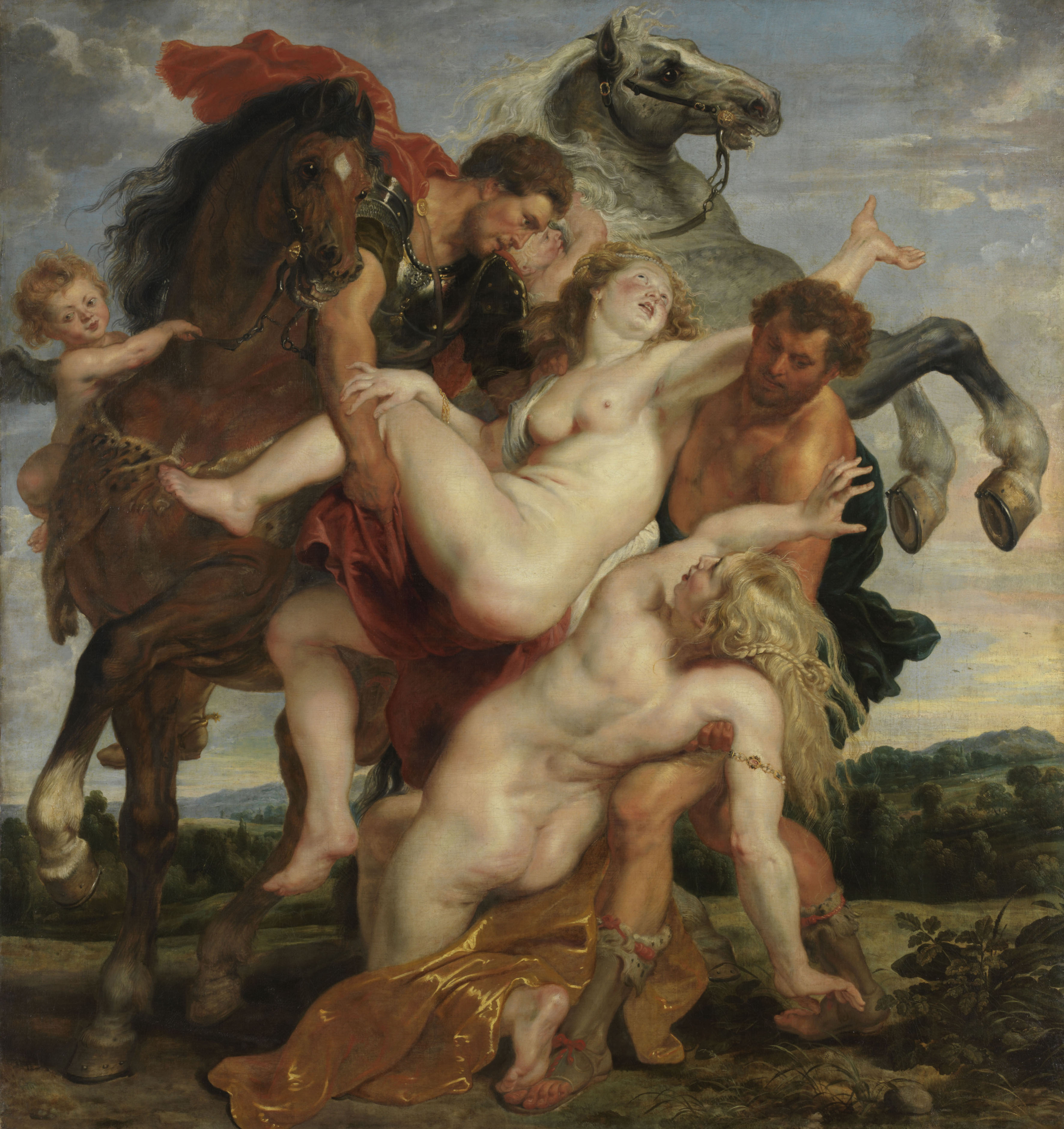
Peter Paul Rubens - "O Estupro" (obra ilustrativa)

Um estupro genocida é quando um povo fragilizado é estuprado e potencialmente após o estupro é assassinado.
Este tipo de genocídio tem os mesmos motivos que um genocídio cometido por ódio, como o Holocausto. Neste tipo de genocídio o genocida utiliza da importunação sexual para demonstrar seu valor e demonstrar como é superior ao povo pelo qual ele está abusando.
Infelizmente este tipo de prática é muito comum, e a maior parte das pessoas que sofrem com este tipo de abuso são crianças mulheres, muitas vezes sendo violentadas diversas vezes por homens. Muitas vezes esta prática acaba ferindo gravemente a vítima, o que causa sua morte ou acaba por facilitar caso o violentador queira assassiná-la.
Houve relatos deste crime em campos de concentração na Alemanha nazista, onde até mesmo soldados mulheres estupravam e abusavam de outras mulheres e crianças, para simplesmente demonstrar sua suposta superioridade. Houve também um caso no Brasil, ficando conhecido como Massacre da Gravata Vermelha, que foi um genocídio cometido pelo exército brasileiro em 1897 contra civis conselheiristas (seguidores de Antônio Conselheiro) durante o conflito da Guerra de Canudos. Após a morte de Conselheiro e a rendição por parte dos moradores, os militares do exército estupraram as mulheres da região e mataram todos os prisioneiros, já rendidos.
É comum durante genocídios ocorrerem estupros. Porém, a diferença disto para um estupro genocida é que num estupro "comum", se assim pode ser dito, um ou mais violentadores estupram uma ou mais pessoas sem o consentimento dos seus superiores (crime em alguns países passível de penas militares). Já o estupro genocida ocorre quando o(s) superior(es) em operação reconhece(m) que haverá estupros das vítimas e não se opõe(m) à ideia; por vezes participando juntamente do abuso.